# Christiane Schinkel
Christiane Schinkel (Bielefeld, 6 de outubro de 1965) é uma política da Alemanha. É filiada ao Partido Pirata da Alemanha.